# Café Restaurant Residenz

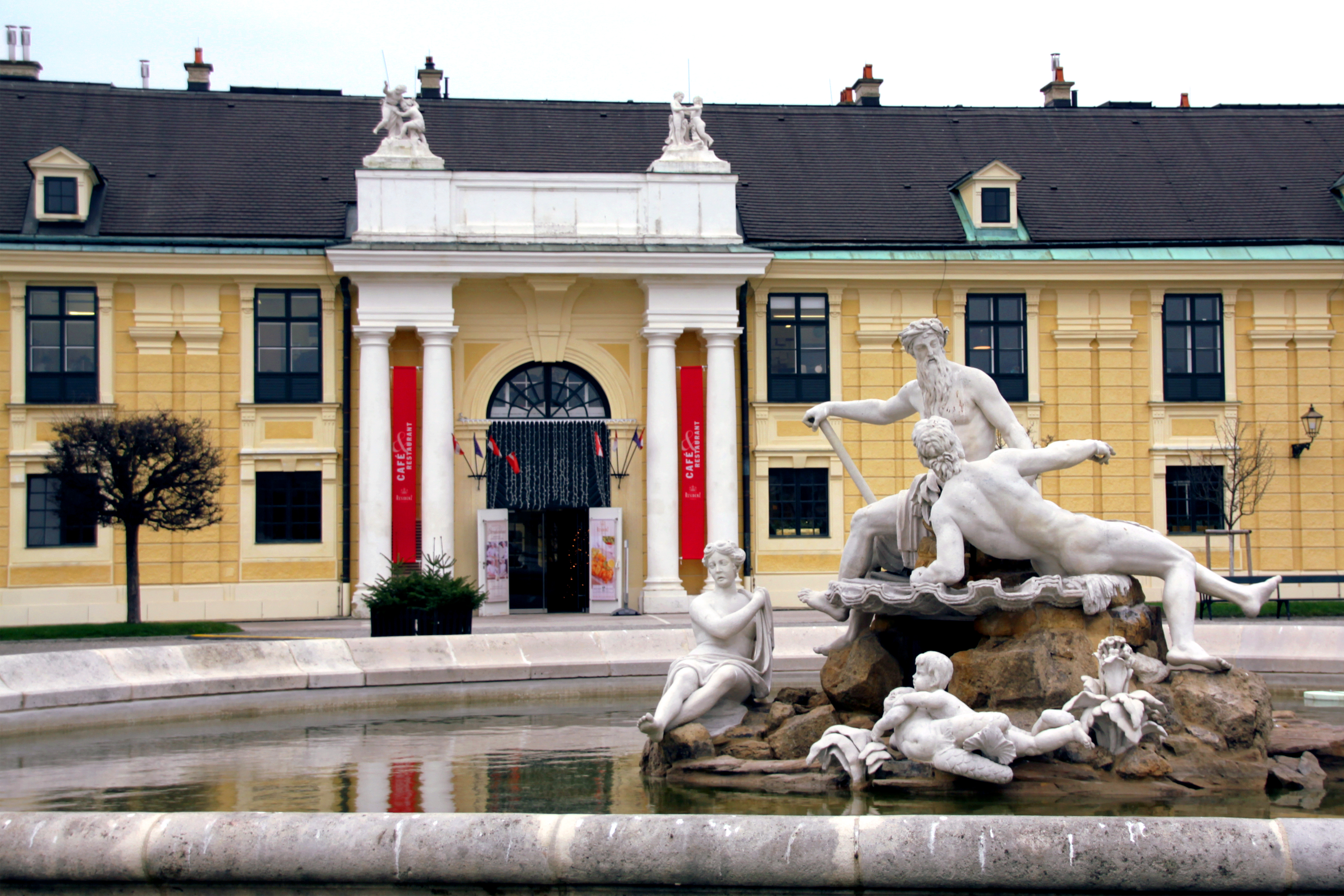
Das Café Restaurant Residenz im Schloss Schönbrunn.

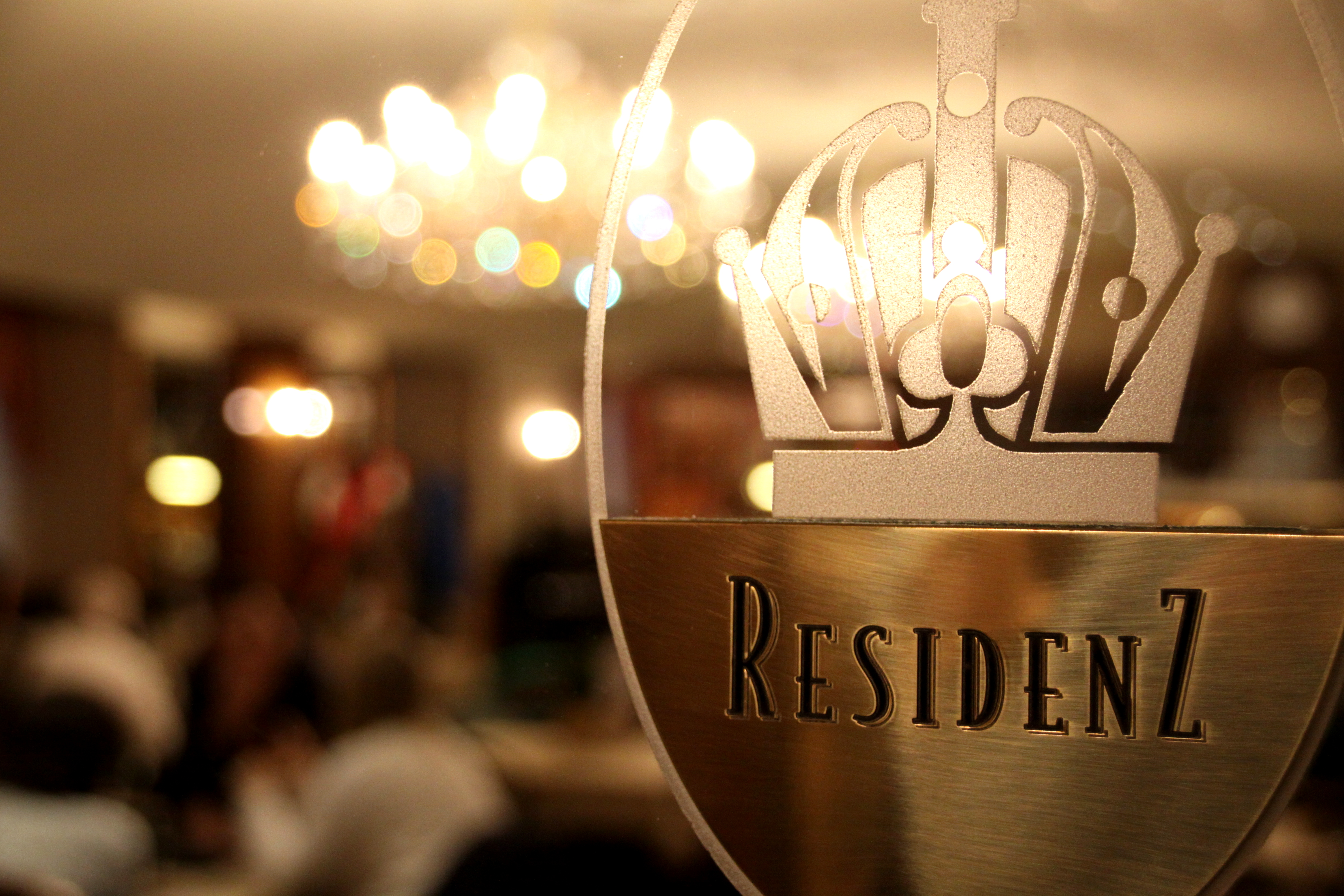
Eingang ins Café.

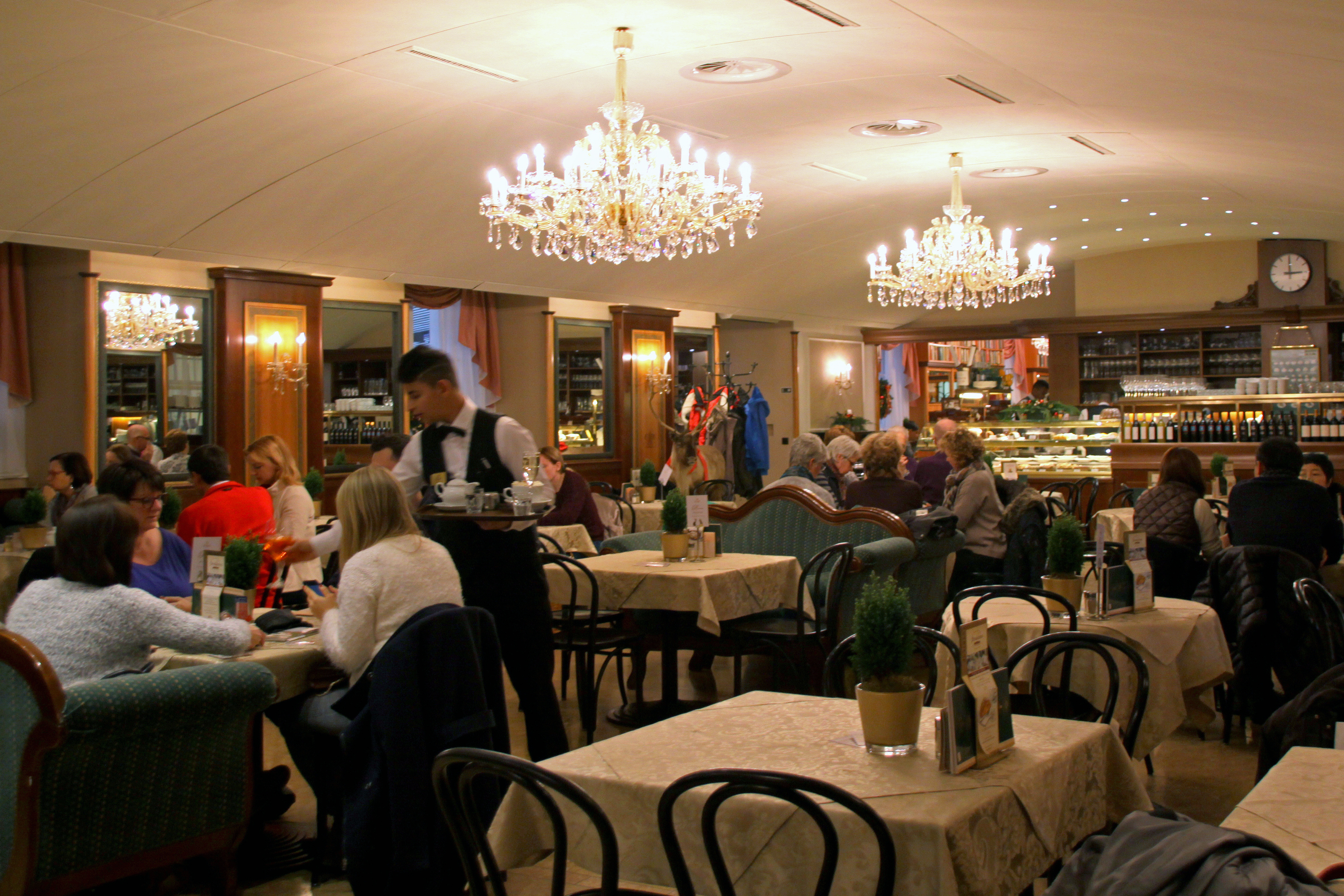
Großer Kaffeehaus-Saal.

Das Café Restaurant Residenz ist ein Wiener Kaffeehaus im 13. Wiener Gemeindebezirk Hietzing im östlichen Ehrenhoftrakt des Schlosses Schönbrunn.

## Geschichte
Während der Kaiserzeit fungierten die Räumlichkeiten des Café Restaurant Residenz als „Polizeiküche“. Hier wurden die Wachmannschaften des Schlosses mit Essen versorgt. 1948 gelang es der Schloss-Wachmannschaft, eine Bewilligung für den Betrieb einer Gastwirtschaft zu erhalten. Die Gaststätte wurde seit damals mehrmals verpachtet.
Die Wahl des Namens „Café Restaurant Residenz“ erfolgte in Anlehnung an Kaiser Franz Joseph I., der das Schloss Schönbrunn im Jahr 1904 zu seiner ganzjährigen Residenz erklärte. Von 1998 bis Ende Jänner 2024 wurde das Lokal von der Familie Querfeld, den Besitzern des Café Landtmann, betrieben. Ab März 2024 erfolgt der Betrieb durch die GMS Gourmet.

## Besonderheiten
In der Schaubackstube unterhalb des Cafés fand stündlich eine „Apfelstrudelshow“ statt, außerdem wurde in dieser Backstube auch regelmäßig ein „Apfelstrudel-Seminar“ veranstaltet, bei dem die Teilnehmer selbst einen Apfelstrudel zubereiten konnten.